# Vaux-Montreuil
Vaux-Montreuil település Franciaországban, Ardennes megyében. Lakosainak száma 108 fő (2022. január 1.). Vaux-Montreuil Chesnois-Auboncourt, Hagnicourt, Puiseux, Saulces-Monclin, Villers-le-Tourneur és Wignicourt községekkel határos.

## Népesség
A település népessége az elmúlt években az alábbi módon változott:
| Lakosok száma | 101  | 88   | 79   | 103  | 110  | 110  | 108  | 108  | 107  | 108  |
|               | 1968 | 1982 | 1990 | 2006 | 2013 | 2015 | 2017 | 2019 | 2020 | 2022 |